# Васильевское сельское поселение (Костромская область)
Васи́льевское се́льское поселе́ние — упразднённое муниципальное образование в составе Солигаличского района Костромской области России. 
Административный центр — деревня Прокошево. 

## История
Васильевское сельское поселение образовано в соответствии с Законом Костромской области от 30 декабря 2004 года . 
Упразднено в 2018 году путём включения в Солигаличское сельское поселение.

## Население
| 2008 | 2010 | 2012 | 2013 | 2014 | 2015 | 2016 | 2017 | 2018 |
| ---- | ---- | ---- | ---- | ---- | ---- | ---- | ---- | ---- |
| 289  | ↘232 | ↘219 | ↘203 | ↘189 | ↘170 | ↘144 | ↘141 | ↘120 |

## Состав сельского поселения
| №  | Населённый пункт  | Тип населённого пункта          | Население |
| -- | ----------------- | ------------------------------- | --------- |
| 1  | Большое Токарево  | деревня                         | ↘40       |
| 2  | Букино            | деревня                         | ↗7        |
| 3  | Васильево         | деревня                         | ↗31       |
| 4  | Великово          | деревня                         | ↗75       |
| 5  | Германов Починок  | деревня                         | ↘6        |
| 6  | Лихотинка         | деревня                         | ↗3        |
| 7  | Макарово          | деревня                         | ↗28       |
| 8  | Малое Токарево    | деревня                         | ↘13       |
| 9  | Петряево          | деревня                         | →0        |
| 10 | Прокошево         | деревня, административный центр | ↗24       |
| 11 | Разливное         | деревня                         | ↗11       |
| 12 | Соболево          | деревня                         | ↘1        |
| 13 | Харитонов Починок | деревня                         | ↗6        |